# Tu viens, shérif ?
Tu viens, shérif ? (The Brazen) est un roman policier de l’écrivain australien Carter Brown publié en 1960 en Australie, et aux États-Unis.  Le livre paraît en France en 1961 dans la Série noire. La traduction, prétendument "de l'américain", est signée Noël Chassériau. C'est une des nombreuses aventures du lieutenant Al Wheeler, bras droit du shérif Lavers dans la ville californienne fictive de Pine City - la treizième traduite en français aux Éditions Gallimard. Le héros est aussi le narrateur.

## Résumé
Wallace Miller, avocat à la Cour, s’effondre devant Al Wheeler qui l'attendait au bar : crise cardiaque ? Curare ! Sa veuve n'en est pas du tout émue. Son associé, quoique plus compatissant, compte racheter ses parts. Leur client, Pete Shafer, placier en machines à sous, se montre très désagréable avec Wheeler. Et la maîtresse du défunt, qui devait hériter de la moitié de sa fortune, succombe elle aussi d'une éraflure au curare. Comme le principal suspect meurt à son tour, d'une balle cette fois, l'enquête piétine et Wheeler tourne en rond, puis se décide à donner un coup de pied dans la fourmilière. C'est très risqué et pas très bien calculé.

## Personnages
- Al Wheeler, lieutenant enquêteur au bureau du shérif de Pine City.
- Le shérif Lavers.
- Annabelle Jackson, secrétaire du shérif.
- Doc Murphy, médecin légiste.
- Le sergent Polnik.
- Wallace J. Miller, avocat à la Cour.
- Gail Miller, son épouse.
- Berkeley, avocat associé à Miller.
- Rita Keighley, ancienne secrétaire de Berkeley & Miller, maîtresse de Miller.
- Mona Gray, secrétaire de Berkeley & Miller.
- Chivers, maître d'hôtel des Miller.
- John Quirk, fabricant de machines à sous.
- Pete Shafer, son employé, représentant.
- Elmer, gorille de John Quirk.
- Janie, maîtresse de John Quirk.
- James Kirkland, ingénieur chimiste, amant de Rita Keighley.
- Allison, son employeur.

## Édition
- Série noire no 626, 1961,  (ISBN 207047626X). Réédition : La Poche noire no 71 (1969),  (ISBN 9782071024130).